# Goldmans zanger
De Goldmans zanger (Setophaga goldmani, synoniem: Dendroica goldmani) is een zangvogel uit de familie der Parulidae (Amerikaanse zangers).

## Verspreiding en leefgebied
Deze soort is endemisch in westelijk Guatemala.